# ラファウ・レシチニスキ
ラファウ・レシチニスキ（ポーランド語: Rafał Leszczyński, 1579年10月 - 1636年3月29日）は、ポーランド・リトアニア共和国の貴族（シュラフタ）。1618年よりカリシュ城代、1620年よりベウツ県知事、1633年よりフルビェシュフの代官を務めた。法学、人文学、神学、軍事学、自然科学に精通していたことで知られ、一時ガリレオ・ガリレイの下で学んだ。またヨーロッパの大半の地域を訪れてもいた。

## 生涯
ブジェシチ＝クヤヴィ県知事のアンジェイ・レシチニスキの息子に生まれ、サンドミェシュ県の地方議会で政治的キャリアをスタートさせた。彼は国王ジグムント3世の政策に反対していたが、王権を軍事的威嚇によって攻撃するゼブジドフスキの反乱には参加しなかった。彼はプロテスタントで、宗教に寛容なポーランド・リトアニア共和国の政治体制が保障するプロテスタントの権利の擁護者であり、自らの政治的影響力を宗教問題に費やしていた。彼は三十年戦争の戦乱と迫害を逃れてきたボヘミア兄弟団やシレジアのドイツ人プロテスタント信徒を匿った。レシチニスキはチェコ人の学者コメニウスの影響を受けて、レシュノなどでのプロテスタントのための学校や教会の新設事業を支援した。こうした貢献と影響力から、彼は「ポーランドのカルヴァン派の教皇」と呼ばれていた。外交政策に関しては、彼はカトリック国フランスとプロテスタント国スウェーデンの協力関係の成立に尽力した。
レシチニスキはトランシルヴァニア公ベトレン・ガーボルおよびブランデンブルク選帝侯ゲオルク・ヴィルヘルムと結んでおり、特にゲオルク・ヴィルヘルムはプロテスタント支援のための援助金として年3000ズウォティを彼に与えていた。1629年以降はスウェーデンの宰相アクセル・オクセンシェルナ伯爵とも協力関係に入っている。レシチニスキは実現に至らなかったヴワディスワフ4世とプロテスタントの王女との結婚の主唱者でもあった。彼は1635年のストゥムスドルフ条約締結にさいしてはスウェーデン側のフランス人使節クロード・ダヴォー伯爵との交渉に参加している。彼はヴワディスワフ4世にスウェーデンへの敵対政策を止めるよう訴え、1635年のスウェーデンとの和平成立後は、共和国政府の外交関心をシレジアへ向けようと努力した。
レシチニスキはその生涯に非常に多くの富を手にした。ヴィエルコポルスカの17の都市と100以上の村、サンドミェシュ県のバラヌフ・サンドミェルスキとその近辺の地所、ポリーシャ地方のヴウォダヴァ、ヴォルィーニ地方のヴォロンチン、ロマヌフ、ベレステーツィコなどである。1612年にはルブリン近郊に都市ヴィエニャヴァを建設している。
彼の5人の子供たちは、カトリックに改宗したボグスワフを含め皆ポーランドにおけるプロテスタント宗派の庇護者となり、特に娘のテオドラはマウォポルスカ地方のカルヴァン主義者たちの指導者として活躍した。